# Laika della Siberia occidentale

Areale del Laika della Siberia occidentale

Il Laika della Siberia occidentale o West Siberian Laika (WSL) (Zapadno-Sibirkaïa Laïka) è una razza di cane da caccia e una razza di tipo spitz.

## Storia
Le pubblicazioni russe indicano che il termine Laika della Siberia occidentale si applicava vagamente ai cani da caccia originari del popolo Mansi e Khanty negli Urali e nella Siberia occidentale, fino al 1930 l'allevamento non seguiva precisi criteri selettivi, solo dopo la fine della II Guerra mondiale nel 1946 la razza iniziò un preciso criterio selettivo.
Prima di allora i cacciatori conoscevano solo cani di razza Mansi Laika e Khanty Laika. 
All'inizio del 1960 molti cacciatori negli Urali preferivano ancora il termine Mansi Laika, quando parlavano di Laika della Siberia occidentale.
In lingua russa, il termine Laika ha avuto origine dalla parola layat che significa abbaiare. 

L'ESL è un cane versatile, adattabile all'uso e all'ambiente; in alcune regioni, tuttavia, ha sviluppato specializzazioni specifiche..